# Механическая сюита
«Механическая сюита» (рабочее название — «Связанные») — российский художественный фильм режиссёра Дмитрия Месхиева, снятый по мотивам одноимённой повести Сергея Чихачёва, при этом титры утверждают, что картина основана на фактах из газет. Премьера фильма состоялась в июне 2001 года на кинофестивале «Кинотавр». Премьера по телевидению состоялась 1 июня 2002 года на канале РТР.
Большинство сцен фильма снято в городе Великие Луки. После выхода фильма на основе своего сценария Геннадий Островский написал рассказ «Путешествия Коли (Связанные)», который был издан в 2005 году как часть авторского сборника «Бедные родственники».

## Сюжет
Сюжет начинается с того, что на одном заводе умер работник. Администрация завода решила перевезти его на историческую родину для захоронения. Для этого в командировку отрядили двоих: Маркеранца, у которого в любой момент может открыться язва, и Митягина. Потеряв командировочные деньги, они пошли на авантюру и поехали с телом в обычном купе поезда, случайный пассажир уронил тело и посчитал себя виновником его смерти. Избавляясь от улики, он выкинул труп в окно. Жадный Митягин решил воспользоваться ситуацией и потребовал денег, чтобы не выдавать «убийцу», из-за чего все впоследствии оказались под преследованием мафии и милиции.

## В ролях
| Актёр                 | Роль                                     |
| --------------------- | ---------------------------------------- |
| Михаил Пореченков     | Митягин                                  |
| Сергей Гармаш         | Маркеранц                                |
| Константин Хабенский  | Эдуард                                   |
| Сергей Маковецкий     | оперуполномоченный Плюгановский          |
| Андрей Зибров         | машинист Виктор                          |
| Оксана Базилевич      | стриптизёрша Ася                         |
| Александр Баширов     | человек за решёткой в милицейской машине |
| Зоя Буряк             | Продавщица пива на станции               |
| Анна Геллер           |                                          |
| Сергей Головкин       | труп поэт-Коля                           |
| Евгения Добровольская | Люба                                     |
| Юрий Кузнецов         | патологоанатом в морге                   |
| Ирина Розанова        | Ольга                                    |
| Александр Фатюшин     | майор Лебедев                            |
| Зинаида Шарко         | Мать Плюгановского                       |
| Вероника Дмитриева    | проводница                               |
| Вадим Гущин           | начальник Маркеранца                     |
| Алевтина Патрушева    |                                          |

## Съёмочная группа
- Автор сценария — Геннадий Островский
- Режиссёр — Дмитрий Месхиев
- Операторы — Сергей Мачильский, Сергей Киселёв
- Музыка — Владимир Волков, Святослав Курашов, Леонид Фёдоров
- Постановка трюков — Олег Корытин
- Продюсер — Ольга Васильева

## Призы и награды
- Призёр фестивалей «Золотой Овен» и «Созвездие».
- Евгения Добровольская получила премии «Ника» (2001) и «Золотой Овен» (2001) за роль Любы.
- Приз за лучшую режиссуру на X кинфоестивале «Виват кино России!» (2002).